# Jerzy Miliczenko
Jerzy Miliczenko (ur. 10 lutego 1949, zm. 11 stycznia 2023) – polski lekkoatleta, skoczek wzwyż, medalista mistrzostw Polski, reprezentant Polski.

## Kariera sportowa
Był zawodnikiem Lumelu Zielona Góra.
Na mistrzostwach Polski seniorów na otwartym stadionie zdobył jeden medal w skoku wzwyż: srebrny w 1973. W 1968 wystąpił na Europejskich Igrzyskach Juniorów, zajmując 6. miejsce, z wynikiem 1,95. Dwukrotnie wystąpił w meczach międzypaństwowych (raz w 1970, raz w 1971), bez zwycięstw indywidualnych.
Rekord życiowy w skoku wzwyż: 2,11 (11.08.1973).